# Полотенчик (Южный Парк)
Это статья об эпизоде South Park. О персонаже South Park см. Полотенчик.
Полотенчик (англ. Towelie) — эпизод 508 (№ 73) сериала «Южный Парк», премьера которого состоялась 8 августа 2001 года. Этот эпизод стал одним из десяти вошедших на DVD South Park: The Hits.

## Сюжет
В то время, когда ребята играют дома у Стэна в видеоприставку, Картман, сидящий там же в туалете, находит использованный тампон в мусорном ведре и принимает его за выкидыш. Для того чтобы ребята больше не вспоминали о тампоне, мать Стэна покупает им крутую видеоприставку «Сфера Окама» («Okama Gamesphere»). Ребята приходят в полный восторг и намереваются играть в неё все выходные, даже без перерывов на сон.
Кайл вспоминает, что ему завтра надо ехать на озеро со своими родителями. Как только он говорит, что ему предстоит купаться, появляется говорящее полотенце, называющее себя Полотенчик, и напоминает ему, чтобы он не забыл взять с собой полотенце, чтобы вовремя вытираться. После неловких ответов «спасибо», Полотенчик предлагает ребятам «пыхнуть» (употребить марихуану, get a little high). После отказа он уходит.
Кайл придумывает оправдание, почему ему не надо ехать на озеро: «У Стэна депрессия после изнасилования», но родители напоминают ему, что сегодня вечером у ребят тренировка по бейсболу. Как только ребята решают, что вечером пойдут на тренировку, появляется Полотенчик и снова даёт им совет, чтобы они не забыли взять с собой полотенце. Затем, он предлагает ребятам «пыхнуть» и после отказа уходит. Ребята играют все выходные напролёт, и, когда приходит время идти в школу, заявляют что не
пойдут «на тренировку», потому что они заболели (а Стэн говорит, что у Кайла рак). Но им объясняют, что уже настал понедельник, и выгоняют в школу.
Стоя на автобусной остановке, ребята причитают по поводу того, что им надо ходить в школу, и что надо попытаться сделать так, чтобы день прошёл быстрее, и они смогли бы продолжить играть. Тут к ним подъезжает машина. Из неё выглядывает человек и спрашивает ребят, не видели ли они в округе говорящее полотенце. Ребята переспрашивают, голубого ли цвета полотенце, после чего человек сообщает по рации, что цель найдена, и уезжает.
После школы ребята спешат домой к Стэну, но не находят приставки. Тут им звонят по телефону и говорят, что, если они хотят получить назад свою «Сферу Окама», им надо привести сегодня вечером Полотенчика на загородную автозаправку.
В поисках Полотенчика ребята понимают, что единственный способ сделать так, чтобы он появился — это заговорить о воде. После слов Стэна «а не пойти ли нам покататься на водных лыжах» появляется Полотенчик и даёт им свой очередной «полотеничий» совет. Ребята хватают Полотенчика и ведут его на автозаправку. Там их встречают члены компании, в которой создавался Полотенчик, и очень радуются тому, что ребята привели им Полотенчика, которого они давно искали. После того, как ребята просят отдать им их приставку, представитель компании сначала ничего не понимает, а потом восклицает: «Это ловушка!». Появляются солдаты американской армии и завязывается бой. Во время перестрелки ребята пытаются найти «Сферу Окама», но один из людей, встречавших их, просит, чтобы они отвезли Полотенчика «домой». Он имеет в виду компанию, где Полотенчик был создан. После этого ребята и Полотенчик убегают.
Военные, не найдя Полотенчика, решают уничтожить все полотенца в радиусе 1000 миль. В процессе уничтожения полотенец 2 американских солдата задерживают в душе мистера Гаррисона и срывают с него полотенце, обернутое на бедрах. Мистер Гаррисон умоляет, чтобы его изнасиловали, но солдаты молча «убивают» его полотенце и уходят.
В поисках своей видеоприставки ребята и Полотенчик курсируют между компанией «Тайнокорп» («Tynacorp»), где был создан Полотенчик, и американской военной базой. Там им рассказывают о Полотенчике. В «Тайнокорп»: для чего и как он был создан, что после создания «он „пыхнул“, и ушёл», что его поймали военные, которые пытались скопировать его ДНК для создания оружия массового уничтожения, а он «„пыхнул“ и ушёл, опять». На военной базе: что это «Тайнокорп» хочет создать полотенце, которое «сушит всё больше и больше…». На протяжении всех рассказов, ребята постоянно заявляют, что им плевать, и что они хотят получить свою «Сферу Окама» назад.
При входе на военную базу, Полотенчик пытается вспомнить код доступа, но, пыхнув, вместо него наигрывает на кодовом замке мелодию «Funkytown» Lipps Inc., и ребятам приходится перелезать через забор.
В конце концов, ребята возвращаются в «Тайнокорп», где на самом деле и находилась их приставка, но там их уже поджидают вместе с новым прототипом разумного полотенца. Там ребята наконец находят свою «Сферу Окама» и сразу принимаются в неё играть, не обращая внимание на то, что происходит вокруг них. Но они не успевают поиграть долго, так как здание «Тайнокорп» взрывают, чтобы убить сотрудников «Тайнокорп», оказавшихся пришельцами, пытавшимися захватить Землю. Ребята повисают над бассейном с лавой, держась за ноги друг друга, Полотенчик находится вверху этой «пирамиды». Ребята пытаются достать видеоприставку, находящуюся ниже и левее от них. Но тут появляется злое полотенце и хочет заставить Полотенчика скинуть ребят вниз, заманивая его косяком с марихуаной и напирая на его слабость. Но Полотенчик удлиняется, «пыхнув» и вытащив ребят одновременно. После этого раздается второй взрыв, в результате которого злое полотенце срывается и падает в лаву. Ребята и Полотенчик отправляются домой и играют в «Сферу Окама».
В конце эпизода в процессе игры ребята пробираются на подводную военную базу, и после слова «подводная», Полотенчик даёт им очередной свой совет. Картман заявляет ему: «Знаешь, полотенчик, ты самый отстойный персонаж в истории», на что Полотенчик отвечает: «Я знаю».

## Смерть Кенни
Кенни срывается в бассейн с лавой. Но ребята не особенно обеспокоены его смертью, а Кайл, видя что приставка может упасть вниз, восклицает: «О Боже, наша приставка!»

## Персонаж
В этой серии впервые появляется Полотенчик.

## Пародии
- Картман упоминает несколько фраз из фильма «Отточенное лезвие» (англ. «Sling Blade»): «Вы не должны были делать этого, он всего лишь мальчик» и «бедный маленький лесоруб», когда говорит о тампоне матери Стэна, найденном им в мусорном ведре.
- Истребление всех полотенец в округе аналогично новозаветному Избиению младенцев.
- Сцена в финале эпизода, когда злое полотенце падает в бассейн с лавой, является пародией на фильм «Терминатор 2», в котором «Т-1000» уничтожается, упав в контейнер с расплавленной сталью.
- Одно из клонированных полотенец говорит: «Убейте меня!». Это намёк на сцену из фильма «Чужой 4: Воскрешение», в котором мутировавший зародыш «Ripley/Queen» говорит то же самое. Похожая сцена позже была использована в эпизоде «Клизма и дерьмо».
- Эпизод с улучшенным полотенцем GS-401 напоминает фильм «Драйв» (англ. «Drive»), где похожим образом вслед за сбежавшим главным героем был создан усовершенствованный прототип, запрограммированный на убийство.

## Факты
- Ирония этого эпизода заключается в том, что приключения ребят происходят между двумя противоборствующими сторонами: компанией «Тайнокорп» (создатель Полотенчика) и американскими вооруженными силами. Это является пародией на многие сценарии видеоигр. На протяжении эпизода военные дают ребятам недавно разработанное фотонное ружье, спускают их на парашютах к военной базе (позже, когда ребята играют в видеоприставку, Картман замечает: «Миленький парашютный уровень»).
- Появление инопланетян: когда генерал говорит о копировании ДНК Полотенчика, на заднем плане можно увидеть полотенце с изображением инопланетянина.
- «Окама» — японский сленг, обозначающий женоподобного мужчину, а именно гомосексуалиста или трансвестита.
- Картман пытается позвать полотенце «специальным полотеничьим зовом». В серии «Доисторический ледяной человек» он точно такими же звуками пытался подзывать крокодилов.
- Когда ребята приводят Полотенчика на автозаправку и просят у представителей «Тайнокорп» вернуть им «Сферу Окама», представители «Тайнокорп» выказывают замешательство по этому поводу. Позже оказывается, что приставка находилась в главном штабе «Тайнокорп».
- Кажется, что ребята ничего не знают про тампоны, хотя они использовали их в эпизоде «Господь, ты там? Это я, Иисус».
- При показе этой серии на Comedy Central в перерыве был запущен псевдо-рекламный блок, в котором предлагалось купить всеразличные майки с изображением Полотенчика: для тех, кто любит Полотенчика — майки с надписью «Я люблю Полотенчика», для тех, кто ненавидит Полотенчика — майки с надписью «Я ненавижу Полотенчика». Несмотря на шуточный характер роликов, майки действительно некоторое время продавались через магазин на сайте Comedy Central[1].
- Когда Полотенчик употребляет марихуану, на заднем плане слышна тема из мультфильмов о моряке Попае, звучащая там в тот момент, когда Попай ест придающий ему сил шпинат.
- «Сфера Окама» — это отсылка к PlayStation 2[2]. В то же время, дизайн и название приставки (англ. 2001 Okama GameSphere) напоминает и консоль Nintendo GameCube, выпущенную примерно в то же время, когда эпизод вышел в эфир, и Xbox.
- Бритва Оккама — один из принципов философии, давший название фантастическому рассказу о тайном вторжении на Землю инопланетян, шифрующихся под людей. Миссия инопланетян в образе людей — разобраться в тайне человеческой жизни — также является отсылкой к фильму «Тёмный город».
- Злого клона Полотенчика озвучил Дайан Бахар.